# Мошковский, Валерий Григорьевич
Вале́рий Григо́рьевич Мошко́вский (род. 3 августа 1951) — советский украинский легкоатлет, специалист по барьерному бегу. Выступал на всесоюзном уровне в 1970-х годах, призёр чемпионатов СССР и Спартакиады народов СССР, победитель первенств всесоюзного и республиканского значения. Представлял Киев, спортивное общество «Буревестник» и Вооружённые силы.

## Биография
Валерий Мошковский родился 3 августа 1951 года. Занимался лёгкой атлетикой в Киеве, выступал за Украинскую ССР, добровольное спортивное общество «Буревестник» и Вооружённые силы.
Впервые заявил о себе в сезоне 1972 года, когда в зачёте бега на 400 метров с барьерами одержал победу на домашних соревнованиях в Киеве.
В 1973 году на чемпионате СССР в Москве занял шестое место в 400-метровом барьерном беге и вместе с украинской командой выиграл бронзовую медаль в программе эстафеты 4 × 400 метров.
В 1974 году в беге на 400 метров с барьерами превзошёл всех соперников на всесоюзном старте в Минске.
В 1975 году в той же дисциплине выиграл домашние соревнования в Киеве.
В 1976 году завоевал бронзовую награду на чемпионате СССР в Киеве, победил на международном старте в Варшаве, установив при этом свой личный рекорд в барьерном беге на 400 метров — 50,38.
В 1978 году отметился победой на домашних соревнованиях в Киеве.
В 1979 году принимал участие в чемпионате страны в рамках VII летней Спартакиады народов СССР в Москве, где стал бронзовым призёром в беге на 400 метров с барьерами и серебряным призёром в эстафете 4 × 400 метров. Позднее в эстафете также взял бронзу на чемпионате военнослужащих стран восточного блока в Потсдаме.